# Inaba Masanari
Inaba Masanari est un nom japonais traditionnel ; le nom de famille (ou le nom d'école), Inaba, précède donc le prénom (ou le nom d'artiste).
Inaba Masanari (稲葉 正成, 1571-14 octobre 1628), parfois appelé Mino-no-kami est un samouraï de l'époque Azuchi Momoyama jusqu'au début de l'époque d'Edo. Il sert les clans Oda, Toyotomi et Tokugawa, et devient daimyo au début de l'époque d'Edo.
Masanari est le mari de Kasuga-no-Tsubone qui lui donne trois fils, Masakatsu, Masasada et Masatoshi. Leur courte vie commune est entrecoupée de scènes de jalousie et de violence, Kasuga-no-Tsubone ne supportant pas le libertinage de son mari, allant jusqu'à tuer une rivale enceinte à coups de sabre avant de retourner dans sa famille maternelle. Elle devient nourrice du fils ainé de Tokugawa Hidetada.
Inaba Masayasu (1640-1684), un des petits-fils de Masanari, est surtout connu comme l'énigmatique wakadoshiyori assassin du tairō Hotta Masatoshi.
Au cours de l'époque d'Edo, les Inaba font partie des fudai ou clans de « daimyos de l'intérieur », vassaux héréditaires ou alliés du clan Tokugawa; contrairement aux tozama « ou clans de l'extérieur ».

## Branches du clan Inaba
Le clan Inaba fudai est originaire de la province de Mino au XVIe siècle. Ils prétendent descendre de Kōno Michitaka (d. 1374) qui prétend descendre de l'empereur Kanmu (736-805).
Une branche cadette descend d'Inaba Masanari (+ 1628), qui combat dans les armées de Nobunaga puis de Hideyoshi. Cette branche des Inaba est créée en 1588. En 1619, elle reçoit le domaine d'Itoigawa (25 000 koku) dans la province d'Echigo ; puis, en 1627, ses possessions sont transférées au domaine de Mōka (65 000 koku) dans la province de Shimotsuke. Ses descendants résident successivement au domaine d'Odawara (105 000 koku) dans la province de Sagami de 1632 à 1685 ; au domaine de Takata dans la province d'Echigo de 1685 jusqu'en 1701 ; au domaine de Sakura dans la province de Shimōsa de 1701 jusqu'en 1723. Les héritiers de Masanari s'installent sur le domaine de Yodo (115 000 koku) dans la province de Yamashiro de 1723 jusqu'en 1868.
Le chef de cette lignée du clan est anobli comme « vicomte » au cours de l'ère Meiji.

## Descendants notables
- Inaba Masamichi, 1681-1685, 8e Kyoto shoshidai[7].
- Inaba Masanobu, 1804-1806, 34e Kyoto shoshidai[7].
- Inaba Masakuni, 1863-1864, 55e Kyoto shoshidai[7].

## Source de la traduction
- (en) Cet article est partiellement ou en totalité issu de l’article de Wikipédia en anglais intitulé « Inaba Masanari » (voir la liste des auteurs).